# جوزيب كنيجفيتش
جوزيب كنيجفيتش (بالكرواتية: Josip Knežević)‏ هو لاعب كرة قدم كرواتي في مركز الوسط، ولد في 3 أكتوبر 1988 في أوسييك في كرواتيا. شارك مع منتخب كرواتيا تحت 18 سنة لكرة القدم ومنتخب كرواتيا تحت 19 سنة لكرة القدم ومنتخب كرواتيا تحت 20 سنة لكرة القدم ومنتخب كرواتيا تحت 21 سنة لكرة القدم. أما مع النوادي، فقد لعب مع أمكار بيرم ونادي أوسييك ونادي كايرات.

## وصلات خارجية
- جوزيب كنيجفيتش على موقع قاعدة بيانات كرة القدم.إي يو (الإنجليزية)
- جوزيب كنيجفيتش على موقع Soccerway.com (الإنجليزية)
- جوزيب كنيجفيتش على موقع عالم كرة القدم.نت (الإنجليزية)